# Sumatrapåfågelfasan
Sumatrapåfågelfasan (Polyplectron chalcurum) är en fågel i familjen fasanfåglar inom ordningen hönsfåglar.

## Utbredning och systematik
Sumatrapåfågelfasan delas in i två underarter:
- Polyplectron chalcurum scutulatum – förekommer i bergstrakter på norra Sumatra
- Polyplectron chalcurum chalcurum – förekommer i bergstrakter på södra Sumatra

## Status och hot
Arten har ett stort utbredningsområde, men tros minska i antal, dock inte tillräckligt kraftigt för att den ska betraktas som hotad. Internationella naturvårdsunionen IUCN listar arten som livskraftig (LC).